# Cerkiew Świętych Kosmy i Damiana w Łomazach
Cerkiew Świętych Kosmy i Damiana – nieistniejąca prawosławna cerkiew w Łomazach.
Wzniesiona w latach 1890–1891 według projektu Wiktora Syczugowa w stylu bizantyjsko-rosyjskim, dla prawosławnej parafii powstałej po likwidacji unickiej diecezji chełmskiej w miejsce unickiej parafii Świętych Piotra i Pawła. Konsekracji obiektu dokonał 22 października 1891 biskup lubelski Flawian. Koszt budowy wyniósł 33 318 rubli i został pokryty z funduszy rządowych oraz składek wiernych.
Budynek został zniszczony w czasie akcji rewindykacyjnej w II Rzeczypospolitej.